# キャタピラ (バンド)
キャタピラ（Catapilla）は、1970年代初期に活躍したイギリスのプログレッシブ・ロック・バンドである。メジャーなレコード・レーベルであるヴァーティゴから2枚のアルバムをリリースした。

## 略歴
バンドは1970年にイングランドのロンドンで結成された。オリジナルのラインナップは、サックス奏者のロバート・カルヴァートとヒュー・イーグルストーン、ドラマーのマルコム・フリス、ベーシストのデイヴ・テイラー、ギタリストのグラハム・ウィルソン、木管楽器奏者のティエリー・ラインハルト、ボーカリストのジョー・ミークであった。ジョー・ミークのバンドでの活動期間は短かった。彼女はバンドの最初のライブ・パフォーマンスの頃までに、妹のアンナに交代した。
バンドはオレンジ・ミュージック・エレクトロニック・カンパニーのクリフ・クーパーによって見出された。彼はキャタピラのマネージメントを引き受け、音楽業界の人物や招待客の前でショーケース・イベントに出演できるよう手配した。その中には、ブラック・サバスのマネージャーであるパトリック・ミーハン (Patrick Meehan)がいた。彼は、キャタピラにヴァーティゴとの契約を結ばせることができて喜んだ。ミーハンは1971年後半にヴァーティゴでリリースされた最初の同名アルバムをプロデュースした。このリリースに続いて、バンドはヴァーティゴ主催の英国ツアーに出発し、グレアム・ボンドやロイ・ハーパーをサポートした。
ツアーの後、イーグルストーン、フリス、ラインハルト、テイラーの全員がバンドを脱退した。キャタピラに残されたメンバーは、ブライアン・ハンソン（ドラム）、ラルフ・ローリンソン（キーボード）、およびカール・ワサード （ベース）をバンドに追加メンバーとして加えてグループを改編し、スタジオに戻って2枚目のアルバム『チェンジズ』を録音した。本作も再びヴァーティゴから1972年にリリースされた。グループはアルバムのリリース後、まもなくして解散した。
カルヴァートは、ゴングの関連バンドであるインビジブル・オペラ・カンパニー・オブ・チベットや、マザー・ゴングで、デヴィッド・アレンやジリ・スマイスと共演した。テイラーは、元エッグのドラマーであるクライヴ・ブルックスとバンド「ライアー」を結成した。

## メンバー
- アンナ・ミーク (Anna Meek) - ボーカル
- ロバート・カルヴァート (Robert Calvert) - サクソフォーン
- デイヴ・テイラー (Dave Taylor) - ベース
- グラハム・ウィルソン (Graham Wilson) - ギター
- ヒュー・イーグルストーン (Hugh Eaglestone) - サクソフォーン
- ティエリー・ラインハルト (Thierry Rheinhardt) - 木管楽器
- マルコム・フリス (Malcom Frith) - ドラム
- カール・ワサード (Carl Wassard) - ベース
- ラルフ・ローリンソン (Ralph Rolinson) - キーボード
- ブライアン・ハンソン (Brian Hanson) - ドラム

## ディスコグラフィ

### スタジオ・アルバム
- 『キャタピラ』 - Catapilla (1971年)
- 『チェンジズ』 - Changes (1972年)